# Ichneumon vicinus
Ichneumon vicinus är en stekelart som beskrevs av Cresson 1864. Ichneumon vicinus ingår i släktet Ichneumon och familjen brokparasitsteklar. Inga underarter finns listade i Catalogue of Life.